# Капілярна гіпотеза брикетування бурого вугілля
Капілярна гіпотеза брикетування бурого вугілля — гіпотеза, що розглядає буре вугілля як затверділу колоїдну речовину (гель), що пронизана численними капілярами, заповненими водою.
У вугільному дріб'язку розглядаються капіляри первинні, наявні в частках вихідного вугілля, і вторинні, що утворяться між точками дотику окремих часток. Число й розмір первинних капілярів залежать від ступеня вуглефікації. В молодому бурому вугіллі число і розмір капілярів більше і вміст вологи відповідно вище, ніж у старого бурого вугілля.
При сушінні бурого вугілля вода зі вторинних і частково з первинних капілярів випаровується. Під впливом капілярних сил, обумовлених поверхневим натягом води, що залишилася у первинних капілярах, відбуваються стиск і усадка вугільних частинок.
При пресуванні сушонки частина капілярів руйнується, частина стискується. При стиску капілярів частина води з первинних капілярів вижимається назовні, обволікає вугільні частинки тонкою плівкою і заповнює вторинні капіляри в точках контакту частинок один з одним. Вичавлена з капілярів вода, виконуючи роль змащення, сприяє більш тісному зіткненню частинок і прояву між ними молекулярних сил взаємодії.
Після зняття тиску із брикету під дією пружних сил стислих капілярів маса вугілля трохи розширюється, одна частина вичавленої води втягується назад у капіляри, а інша залишається в точках контакту частинок, утворюючи під впливом сил поверхневого натягу ввігнуті меніски. Під дією виникаючих капілярних сил частинки зв'язуються один з одним у міцний кусок.
Однак ця гіпотеза виявляється неспроможною пояснити утворення брикетів з повністю висушеного вугілля при підвищеному тиску пресування.